# Бах, Карл Даниэль Фридрих
Карл Даниэль Давид Фридрих Бах (нем. Carl Daniel David Friedrich Bach ; 1 мая 1756, Потсдам — 8 апреля 1829, Бреслау (ныне Вроцлав, Польша) — немецкий художник, график и гравёр эпохи барокко.

## Биография

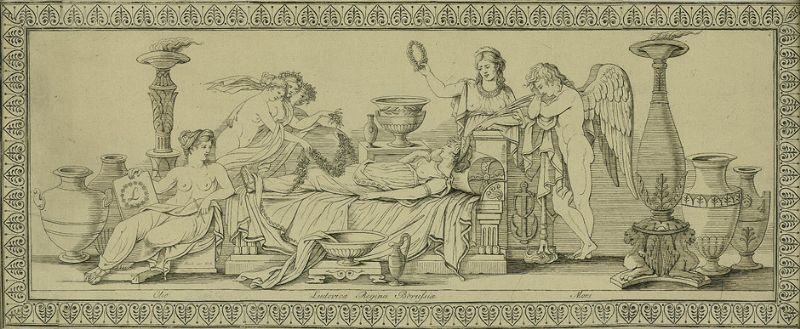
Королева Луиза на смертном одре

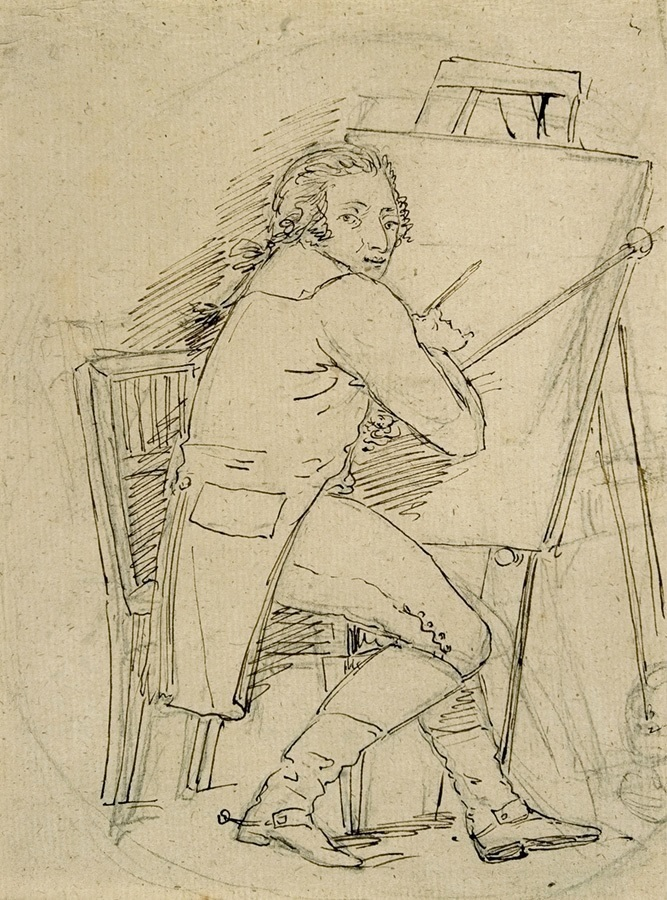
Автопортрет, 1805 г.

Родился в семье еврейского торговца, старейшины (Landesältester) бранденбургских иудеев. Сперва брал уроки рисования в Потсдаме, затем учился в Академии художеств Берлина. Его талант и художественные способности были замечены магнатом И. Оссолинским, который в 1780 году привез его в Варшаву и стал первым покровителем художника. Здесь он добился значительных успехов.
В 1784 году К. Бах вместе с Яном Потоцким отправился в путешествие по Европе, копировал картины в Дюссельдорфе. В конце 1785 года стал членом Дюссельдорфской академии художеств.
Затем побывал в Париже, жил в Италии, где в 1786—1792 годах, за счет Я. Потоцкого обучался в Риме, где знакомился с творчеством произведениям Рафаэля и Микеланджело, а затем в Портичи. В декабре 1788 года был избран членом Академии Флоренции.
К. Бах жил и творил в Венеции, Вене и Берлине, где выставлял свои работы — в основном копии работ итальянских мастеров.
В 1791 году был назначен профессором и первым директором художественной школы в Бреслау (ныне Академия изобразительных искусств (Вроцлав)). В 1794 года — член Королевской академии искусств и наук в Берлине. По его инициативе была создана коллекция рисунков памятников Бреслау, выполненная его студентами.
К. Бах был членом Силезского патриотического культурного общества.
Автор двух трактатов по искусству: Umrisse der Besten Köpfe und Parthien nach Rafael’s Gemälden im Vatican and Anweisung Schöne Formen nach Einer Einfachen Regel zu' Bilden, für Künstler, Handwerker и Freunde des Schönen.
Художник исторического жанра, портретист, анималист, автор полотен на темы аллегорий в духе его эпохи. В своих работах сочетал элементы барокко и классики. Автор нескольких автопортретов.